# Rednecks and Broomsticks
«Rednecks and Broomsticks» (рус. Деревенщины и мётлы) — седьмой эпизод двадцать первого сезона мультсериала «Симпсоны», премьера которого состоялась на 29 ноября 2009 года на телеканале FOX. Это уже второй эпизод «Симпсонов», пародирующий фильм «Набалдашник и метла», после эпизода «Mypods and Boomsticks».

## Сюжет
Симпсоны мучаются по дороге домой с горнолыжной трассы из-за постоянной игры Барта, Лизы и Мэгги в игру «Bonk It!». Мардж пытается спрятать от них батарейки, но Барт вскоре их находит. В конечном счёте, Гомер отвлекается на детей и только в самый последний момент замечает едущий на них грузовик. Гомер успевает свернуть с дороги, потеряв контроль над машиной. Симпсоны терпят крушение и попадают на замёрзшее озеро, напоминающее озеро из мультфильма «Бэмби».
Таинственный человек спасает Симпсонов, вытаскивая их из озера. Позже выясняется, что этим таинственным человеком был Клетус. Клетус рассказывает Гомеру о самогоне, который они варят, и предлагает ему стать дегустатором.
Тем временем Лиза, чтобы провести время, решает сыграть с дочерьми Клетуса в прятки и прячется так, что вечером уже не может найти дорогу домой. Она встречает трёх девушек, практикующих викканство. Поначалу Лиза показывает скептическое к ним отношение, но после того, как пророчество, сказанное девушками, сбылось, становится заинтересованной в них. Девушки предлагают Лизе вступить в их союз, и она соглашается. Но позже девушек арестовывают после звонка Неда Фландерса, увидевшего Лизу, бегающую в костюме ведьмы, в полицию. Лиза становится главным свидетелем по этому делу.
Многие горожане становится слепыми (в том числе директор Скиннер, клоун Красти и Луан Ван Хутен). Они обвиняют в этом девушек, представших перед судом. Когда суд оправдывает девушек, горожане решают устроить им испытание. Вилли строит стул, принцип работы которого состоит в окунании сидящего на нём в ледяную воду. По его словам, если девушки после этого выживут — они ведьмы, если нет — значит, они невиновны. Лиза вмешивается и объясняет, что во всём виноваты бочки самогона, сброшенные Гомером и его друзьями в реку, и смешавший с водой в водохранилище любой, кто выпил, теряют "важный компонент в зрении". Девушек отпускают.

## Рейтинг
Почти девять миллионов (около 8,99 млн.) человек посмотрело во время премьерного показа этот эпизод. Эпизод получил третье место в рейтинге самых популярных программ телеканала FOX за неделю.